# Vortimer
Vortimer (język starowalijski: Guorthemir, język walijski: Gwerthefyr) – legendarna postać występująca w legendach arturiańskich. Według tradycji Vortimer miał być synem rządzącego w połowie V wieku, króla Brytanii Vortigerna. Znany był z niechęci do saskich sojuszników, sprowadzonych przez swojego ojca. Według dzieła pod tytułem Historia Regum Britanniae Geoffreya z Monmouth Vortimer obalił Vortigerna i przez krótki czas panował jako król, a po jego śmierci władza powróciła w ręce jego ojca.

## Źródła
Vortimer po raz pierwszy pojawia się w dziele Historia Brittorum, pochodzącym z IX wieku. Według przekazu tego źródła Vortigern zezwolił zamorskim plemionom anglosaskim pod przywództwem braci Hengesta i Horsy na osiedlenie się na wyspie Thanet. Anglowie, Sasi i Jutowie mieli być najemnikami Brytów w walce przeciwko plemionom Piktów i Szkotów w zamian za przyznanie im ziemi. Przebiegły Hengest nakłonił króla do nadania Anglosasom większej ilości ziemi we władanie. Po dramatycznym okresie saskiej ingerencji, sytuacja się jeszcze bardziej pogorszyła. Z powodu haniebnych decyzji Vortigerna, po pewnym czasie jego syn, Vortimer powstał przeciwko Sasom i przepędził ich z powrotem na wyspę Thanet po rozegraniu czterech bitew. Podczas trzeciej bitwy Horsa i brat Vortimera, Cadeyrn Fendigaid (Catigern) zginęli. Po czwartym starciu najeźdźcy mieli zostać całkowicie zepchnięci. Wkrótce po tym jednak Vortimer zmarł. Przed śmiercią poprosił swoich towarzyszy, aby pochowali go w miejscu, gdzie Anglosasi po raz pierwszy wylądowali w Brytanii. Grób ten miał strzec Brytanię przed następnymi inwazjami. Przyjaciele Vortimera nie posłuchali go jednak i barbarzyńcy powrócili z kolejnymi najazdami. Trzy spośród czterech bitew są nazwane i wykazują pewne powiązania z bitwami toczonymi w Kencie, wspomnianymi w Kronice anglosaskiej. Kronika nie wspomina jednak Vortimera. Informacje zawarte w Historia Brittorum wykorzystał Geoffrey z Monmouth, przy opisie fikcyjnych królów Brytanii. Według Geoddfeya Brytowie wyrzekli się Vortigerna i wynieśli na tron Vortimera. Po wygnaniu Sasów miał być otruty przez swoją macochę Rowenę, która była córką Hengesta. Następnie Vortigern powrócił do władzy.